# دين باترورث
دين باترورث (بالإنجليزية: Dean Butterworth)‏ هو طبال وموسيقي أمريكي، ولد في 26 سبتمبر 1976 في روتشديل في المملكة المتحدة.

## وصلات خارجية
- دين باترورث على موقع IMDb (الإنجليزية)
- دين باترورث على موقع ميوزك برينز (الإنجليزية)
- دين باترورث على موقع أول ميوزيك (الإنجليزية)
- دين باترورث على موقع ديسكوغز (الإنجليزية)
- دين باترورث على موقع قاعدة بيانات الفيلم (الإنجليزية)